# ملا زلفعلی بختیاری
ملازلفعلی کرانی بختیاری از شاعران بختياری از استان چهارمحال و بختیاری ایران بوده که به گویش بختیاری شعر می‌سروده است. از وی که مجرم تخلص می‌کرده، دیوان اشعاری به چاپ رسیده است.

## زندگی
ملازلفعلی بن لطفعلی بن فتحعلی بن غریب بن شهرون، یکی از شاعران بختیاری بود. وی در قریه کران شهرستان فارسان و در خانواده‌ای روستایی متولد شد. ملازلفعلی شهرانی کرانی بختیاری «کرانی الاصل» بود و قراردادها و اسنادی که مُهر و امضای وی در پای آنها نقش بسته است، این ادعا را ثابت می‌کند.

تاریخ تولد وی به درستی معلوم نیست. قراردادهایی از سال‌های ۱۲۹۴٬۱۲۹۹٬۱۳۰۳٬۱۳۰۶٬۱۳۰۰و۱۳۱۲ قمری موجود است که به مهر و امضای ملازلفعلی نیز مزین می‌باشند. با توجه به این اسناد و شواهد موجود دیگر، تاریخ تولد وی بین سال‌های ۱۲۶۰ تا ۱۲۷۰ قمری یعنی اواخر سده دوازدهم هجری قمری تخمین زده می‌شود.

وی از همان کودکی به فراگیری علوم و متون فارسی و عربی علاقه بسیاری داشت. به همین سبب در مکتب خانه، خواندن و نوشتن را فرا گرفت و با زبان فارسی و صرف و نحو عربی آشنایی کامل پیدا کرد.
استفاده این شاعر از لغات و اصطلاحات عربی در برخی از ابیات خود، بیانگر این مدعاست. ملازلفعلی طبعی لطیف و ذوقی سرشار و عشق و علاقه‌ای وافر به سردون داشت. از آنجا که «مجرم» خود بختیاری زاده بود، بر زبان و واژگان بختیاری تسلط کافی داشت و همین امر او را به سرودن اشعاری ناب و زیبا به گویش شیوای بختیاری تشویق و ترغیب نمود. ملازلفعلی به سبب سفرهایی که به نواحی ایلات و عشایر بختیاری داشت، وسعت واژگان و قلمرو زبان شعری خود را افزایش داد و بر اصالت هر چه بیشتر اشعار محلی‌اش افزود.
این شاعر در بین مردم کران به فردی منصف و عادل مشهور بود که در هنگام انعقاد قراردادها، مدارک، اسناد محلی و صلح نامه‌ها، مهر و امضای وی اعتباری خاص داشت. ملازلفعلی در برخی از اشعار خود از زادگاهش قریه «کران» نام می‌برد. از این شاعر به جز حدیث کساء و ابیاتی پراکنده که ورد زبان مردم است، اشعار دیگری از وی در دست نمانده است. در اکثر ابیات حدیث کساء وقوف و آشنایی وی بر آیات و احادیث به خوبی نمایان است. ملا زلفعلی خود را در پیشگاه خدا «مجرم» می‌داند و تخلص این شاعر نیز محتمل بر همین نام است.

زلفعلی در سنه ۱۳۴۰ قمری درگذشت، وی دارای یک فرزند دختر بود.

## آثار
دیوان شعر او به به چاپ رسیده و در دسترس است. آثار مدوّن ملا حدیث کساء، قصیده توحیدیه و معراجنامه بوده است که در سال ۱۳۴۵ شمسی در اهواز به وسیله صافی و با توجه معرف زاده دزفولی به چاپ رسید که به علت بی‌توجهی غلط‌های املاّئی و عروض و قافیه‌ای در آنها به چشم می‌خورد. این شاعر بنابر اقوال، آثار دیگری نیز داشته است که چیزی از آنها در دست نیست.
اشعار وی مملو از اصیل‌ترین الفاظ و واژه‌های بختیاری است که بعضی از آنها امروز مطلقاً مهجور و فراموش شده‌اند.

### نمونه شعر:
| ای که از اصلِ بد و نیک خور خوت داری    |  | پرده عیو مکن پاره که خوت ستاری            |
| یعنی ای کسی که از منشأ خیر و شر آگاهی |  | پرده عیب کسان را پاره نکن، که تو بخشنده‌ای |